# کلاه‌پارچه‌ای شیری
کلاه‌پارچه‌ای شیری (نام علمی: Mycena galopus) نام یک گونه از سرده کلاه‌پارچه‌ای‌ها است.